# Šalmaj
Šalmaj je drveno puhačko glazbalo. Prethodnik je klarineta. Dodavanje tipke duodeci koja je omogućila prepuhavanje tonova, znatno je povećan tonski opseg koji se je mogao odsvirati. Donji registar klarineta (od e malog do b1,  pisano) izravno je proizašao iz šalmaja pa ga se danas naziva šalmaj registar, te po tome ta dva glazbala sliče. Uz to, sličnost im je po tehnici sviranja, zahtijevajući sličnu ambažuru.:10.
Sredinom 18. stoljeća šalmaj je imao veliku primjenu u Beču. Budući da je mala raspona, bilo je nekoliko inačica šalmaja: sopranska, altovska, tenorska i basovska. Sopranska je bila najkorištenija i najomiljenija.:10.
Šalmaj je zadržao popularnost kod skladatelja i kad je izumljen klarinet. U vremenu otkad je izmišljen klarinet, koji je tad imao dvije tipke, pa do razvitka klarineta s pet tipaka, skladatelji su pisali podjednako i za klarinet i za šalmaj.:11.